# National Association for Stock Car Auto Racing

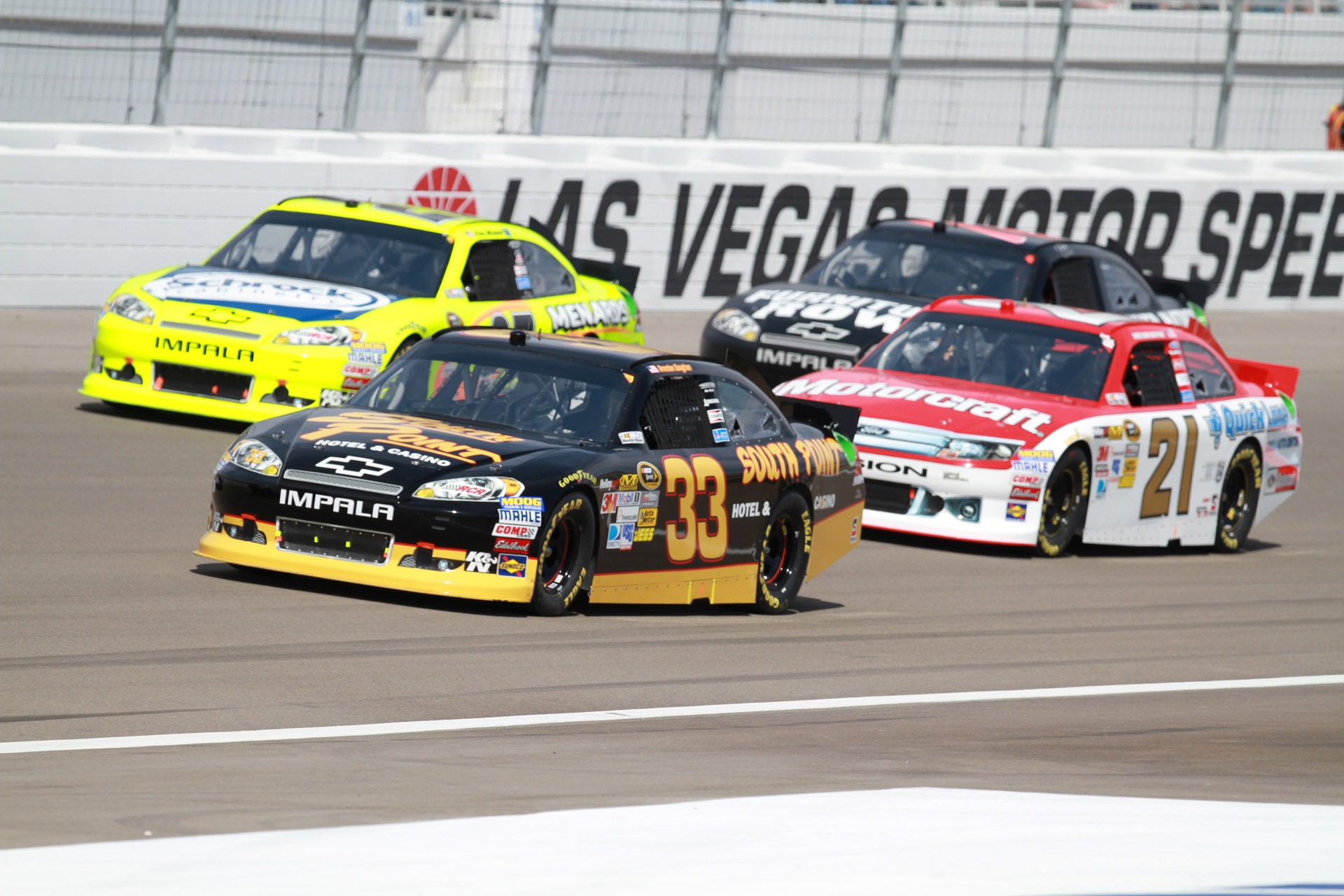
Quelques voitures de NASCAR sur le circuit Las Vegas Motor Speedway, en 2012.

La National Association for Stock Car Auto Racing, ou NASCAR (Association nationale des courses de voitures de série), est la principale organisation qui régit les courses automobiles de stock-car aux États-Unis où cette discipline est la plus populaire.

## Historique
Les origines de la NASCAR sont liées à la contrebande d'alcool aux États-Unis du temps de la prohibition, dans les années 1930. Afin d'échapper plus facilement aux forces de police, les trafiquants modifient les moteurs de leurs automobiles pour les rendre plus véloces. Rapidement, des courses à haut risque entre contrebandiers sont ainsi organisées : les courses de stock-car (littéralement « voiture de série » ou « voiture de production ») sont nées.
Les épreuves de stock-car se popularisant, notamment dans les états ruraux du sud, de nombreuses associations prennent en charge l'organisation de courses, désormais parfaitement licites. En 1948, Bill France parvient à fédérer ces multiples associations sous une bannière unique : la NASCAR. D'autres fédérations continuent à organiser des courses de stock-car, comme la United States Auto Club (USAC), ou de nos jours la Automobile Racing Club of America (ARCA), mais sans parvenir à sortir de l'ombre de la surpuissante NASCAR.
Le premier championnat sous l'égide de la NASCAR est organisé en 1949 : la Strictly Stock Division. Comme son nom l'indique, l'idée de ce championnat est de faire s'affronter des modèles directement issus de la production de série. Mais, progressivement, les règlements sont amendés, permettant aux voitures de s'éloigner de la série. Aujourd'hui, si l'on parle encore de « stock-car », les voitures n'ont plus grand-chose à voir avec les modèles de série. Il serait plus juste de parler de « silhouette », puisque les voitures sont conçues à partir d'un châssis tubulaire exclusivement réalisé pour la course, recouverts d'une carrosserie au profil se rapprochant d'un modèle de série.
Dès 1950, la Strictly Stock Division est renommée « Grand National ».
En 1972, la NASCAR opère un changement majeur dans son organisation en créant la Winston Cup (du nom de la firme de tabac Winston) pour en faire son championnat principal (le championnat Grand National). Organisée de manière plus rationnelle que le Grand National, offrant de juteuses primes, la Winston Cup (devenue « Nextel Cup » en 2004, à la suite d'un changement de sponsor) permet à la NASCAR de gagner en popularité.
Parallèlement, en 1982, c'est l'année de la création de la Busch Series (nommée « Xfinity Series » depuis 2015), devenant en quelque sorte la deuxième division de la NASCAR.
En 1993, un groupe de pilotes crée des prototypes de pick-up de style NASCAR, la première démonstration a lieu aux Daytona 500, en 1994. Ces pick-ups retouchés s'avérèrent très populaires, amenant la NASCAR à leur offrir une série officielle. Le premier championnat, en 1995, prend le nom de « SuperTruck Series », puis « Craftsman Truck Series » et, en 2009, à la suite d'un changement de sponsor, « Camping World Truck Series ».
En 2008, la Sprint Cup (ex-Nextel Cup, toujours après un changement de sponsor) succède aux toutes premières épreuves de Bill France.
Déjà plus populaire que les courses de monoplaces dans le sud des États-Unis (ses terres historiques), la NASCAR devient le sport mécanique roi sur l'ensemble des États-Unis, au milieu des années 1990, profitant notamment de la scission dévastatrice entre Indy Racing League (IRL) et CART (Champ Car).
La NASCAR lance une division EV Series en 2023. Les courses expérimentales sont prévues pour la saison 2023/2024, avant un lancement officiel de cette série en 2025.

## Généralités

### Championnats organisés par la NASCAR

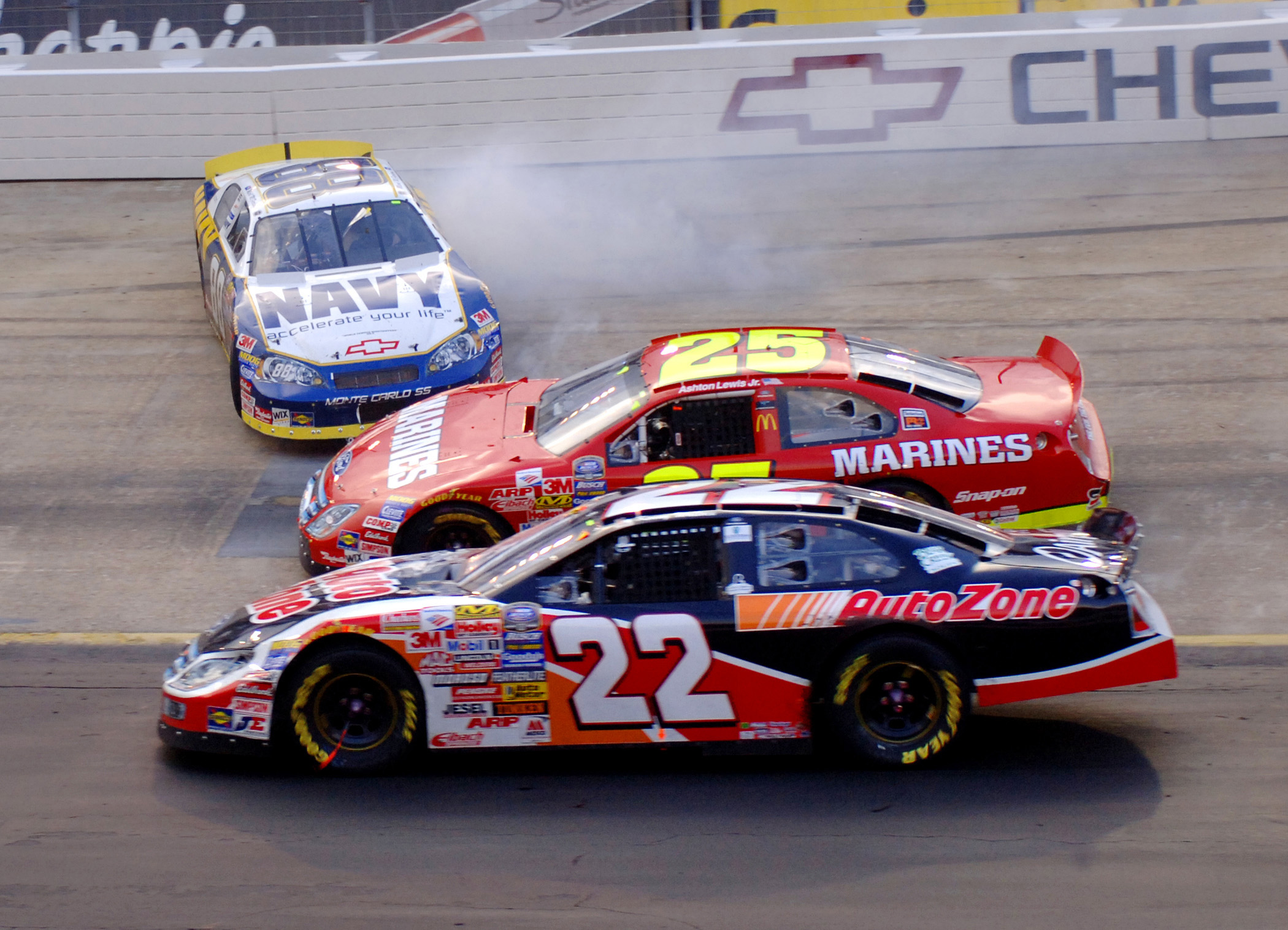
NASCAR Busch Series sur le circuit de Bristol (Tennessee).

Les appellations officielles des championnats organisés par la NASCAR prennent tous le nom de leur principal sponsor.
| Championnat                        | Pays       |
| ---------------------------------- | ---------- |
| NASCAR Cup Series                  | États-Unis |
| Xfinity Series                     | États-Unis |
| Camping World Truck Series         | États-Unis |
| ARCA Menards Series East (en)      | États-Unis |
| ARCA Menards Series West (en)      | États-Unis |
| Whelen Modified Tour (en)          | États-Unis |
| Whelen Southern Modified Tour (en) | États-Unis |
| NASCAR Weekly Racing Series (en)   | États-Unis |
| NASCAR Mexico Series (en)          | Mexique    |
| NASCAR Pinty's Series              | Canada     |
| Whelen Euro Series                 | Europe     |

### Calendriers
La NASCAR Cup Series comporte trente-six manches comptant pour le championnat, dont trente-quatre se disputent sur une piste ovale. La longueur des ovales varie de 0,526 milles (0,85 km) pour Martinsville, en Virginie, à 2,660 milles (4,28 km) pour Talladega en Alabama. Les deux manches restantes se déroulent sur circuits routiers : Sonoma, en Californie, et Watkins Glen, dans l'État de New York (lequel fut jadis utilisé en Formule 1).
La Xfinity Series comporte trente-trois manches dont, à partir de 2007, trois sur circuits routiers : Road America, Watkins Glen et Montréal (Québec). En 2013, la série Nationwide ne vient pas à Montréal pour cause de problèmes de financement entre les gouvernements Canadien et Québécois.
La Camping World Truck Series se dispute avec des pick-ups et comporte vingt-deux manches, dont une sur circuit routier, au Canadian Tire Motorsport Park et une sur piste en terre sur l'Eldora.

### Courses

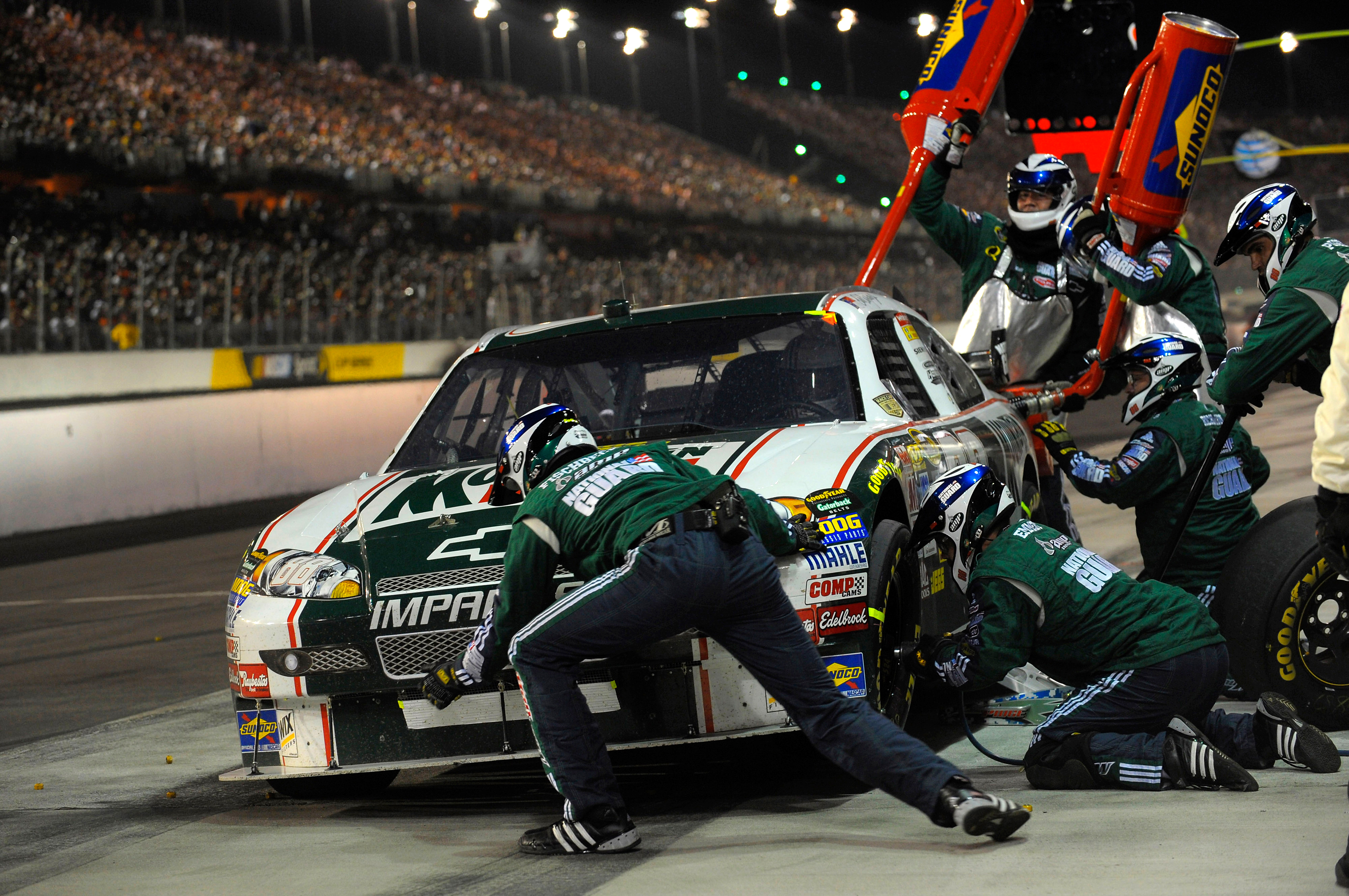
Dale Earnhardt Jr. lors d'un pit-stop (ravitaillement) d'une douzaine de secondes.

Le championnat des Cup Series comporte quasiment une course chaque dimanche, entre la course inaugurale des Daytona 500 de février et la dernière course de la saison fin novembre. À ce calendrier s'ajoutent également deux courses, une qualificative pour les Daytona 500 et la course de prestige l'All-Stars Challenge. Un pilote effectue donc au maximum 38 des 39 courses.
Le départ est toujours effectué lancé derrière une pace car. Cette procédure permet d'éviter les carambolages assez fréquents des courses à départ arrêté.
Chaque course sur circuit ovale est un véritable marathon (la plupart faisant 500 milles (804,67 km), durant jusqu'à plus de quatre heures, à des vitesses moyennes d'environ 240 km/h et des vitesses de pointe de plus de 320 km/h. La plus longue épreuve, le Coca Cola 600, est disputée sur 600 milles (965,61 km) et se déroule à Charlotte, en Caroline du Nord. La majorité des courses se déroule sur 400 ou 500 miles, pour descendre jusqu'à 263 milles (423,26 km), à Martinsville (du fait de la limite imposée de 500 tours de circuit).
Les ovales, généralement très inclinés, (jusqu'à 33 degrés pour le circuit de Talladega) permettent d'atteindre des vitesses élevées et les dépassements sont beaucoup plus fréquents que sur circuit routier. Sur Superspeedway, les voitures sont généralement pare-chocs contre pare-chocs (bumper to bumper) et portière contre portière (side by side), les pilotes pouvant se battre à trois (3 wide), voire quatre de front (4 wide) et, ce, sur plusieurs tours, à des vitesses atteignant 320 km/h sans toucher à la pédale de frein grâce à l'inclinaison et, donc, à la force centripète.
Sur ovale, l'absence d'échappatoire fait que tout incident se termine généralement dans le mur extérieur, entraînant immédiatement un drapeau jaune. Lors d'un drapeau jaune, une pace car, sortant des stands, se positionne devant le leader et ralentit le peloton. Ceci permet aux commissaires d'intervenir et de nettoyer la piste en toute sécurité.

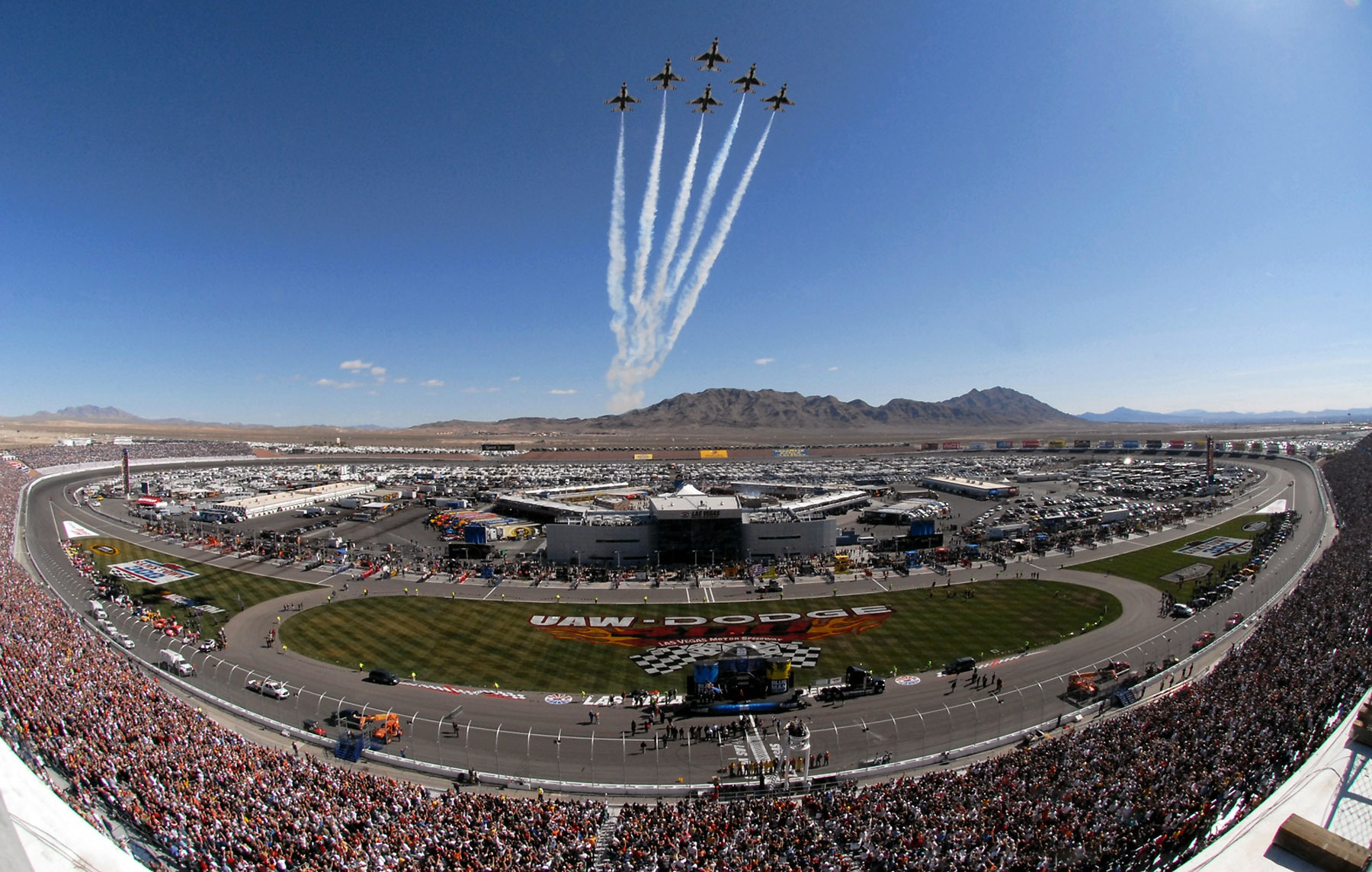
Le circuit de Las Vegas, États-Unis.

On voit parfois des carambolages monstres impliquant une vingtaine de voitures, nommés « big ones ». En cas d'obstruction complète de la piste, la course peut être interrompue par un drapeau rouge. Tous les pilotes s'immobilisent sur la piste, restent dans leur habitacle et aucune intervention ne peut être réalisée sur les voitures ; les épaves évacuées, la course est relancée, tout d'abord par un drapeau jaune qui autorise les réparations, puis, lorsque la piste est totalement nettoyée, la pace car rentre au stand et, le drapeau vert brandi, la course est relancée. Ceci est réitéré autant de fois que nécessaire pour accomplir la distance prévue au départ, et le premier pilote bouclant le dernier tour en tête sort logiquement vainqueur de l'épreuve. Il salue alors généralement le public d'un généreux « burn out » ou d'un « donut » (du nom du fameux beignet rond - virage sur place freins avant bloqués, provoquant un nuage de fumée) et d'un tour supplémentaire à faible vitesse, avant de rejoindre le « winner circle » (parfois appelé « victory lane »). En effet, contrairement aux courses de nombreux pays où les trois premiers sont récompensés, les courses américaines récompensent uniquement le vainqueur de l'épreuve, généralement d'un trophée aux couleurs du sponsor de la course ; à Martinsville par exemple, le vainqueur gagne une horloge ; pour le Subway Fresh Fit 600, le vainqueur repart avec un sandwich de près d'un mètre de long.
Lorsqu'il pleut, les courses sur piste ovale sont reportées ou annulées. Si la pluie survient pendant une course, celle-ci est arrêtée momentanément. Si les conditions ne s'améliorent pas, le résultat est officialisé si plus de la moitié de la distance a été parcourue ; sinon, la course est reportée. En NASCAR, cela s'applique également aux circuits routiers même si, depuis 2007, des pneus pluie sont disponibles en cas de mauvais temps. Le Napa Auto Parts 200, à Montréal, en 2008, est la première course de NASCAR à être disputée sous la pluie.

### Circuits
Toutes les courses se déroulent sur un ovale, sauf deux courses routières. Il faut noter qu'on vient parfois deux fois par an sur un même ovale, par exemple à Daytona. Les ovales sont classés en trois catégories :
- short track : petit circuit, moins de 1,6 kilomètres (0,99 mi) de long;
- speedway : circuit intermédiaire, d'1,6 kilomètres (0,99 mi) à 3,2 kilomètres (1,99 mi) de long;
- superspeedway : grands circuit, au moins 3,2 kilomètres (1,99 mi) de long.

On distingue également les circuits selon leur forme :
- ovales classiques, en forme de zéro, où les virages vont par paires ; ainsi les virages 1 et 2 sont presque identiques, ainsi que les virages 3 et 4 ;
- ovales en forme de « D » (les plus courants), avec les mêmes caractéristiques que sur les ovales en forme de zéro, plus une ligne droite plus longue que l'autre ;
- tri-ovales, avec trois virages, différents les uns des autres.

Le dernier élément de distinction est le degré d'inclinaison dans les virages (''banking) et lignes droites, qui peut varier de zéro jusqu'à plus de 30° d'inclinaison.
La NASCAR se déplace également sur les circuits routiers de Watkins Glen et Sonoma.
Sur les superspeedway, les moteurs sont bridés par mesures de sécurité. En effet, ceux-ci ayant une puissance de plus de 800 ch, les voitures pourraient atteindre des vitesses de pointe beaucoup trop élevées d'environ 400 km/h.

### Le système de points
La NASCAR a changé plusieurs fois de système de points. Les anciens systèmes étaient souvent mis en place pour avantager les vainqueurs lors des épreuves importantes.
- 1949 à 1951 : système de points donnant 10 points au vainqueur, 9 au deuxième, 8 au troisième, le tout multiplié par 0,005 fois la bourse totale de la course ; ainsi, une course dotée de 4 000 $ rapporte 200 points au premier (10 x 0,005 x 4 000), 180 points au deuxième, etc. ;
- 1952 à 1967 : système de points linéaire donnant des points au vingt-cinq premiers : 25 au gagnant, 24 au deuxième, 23 au troisième, etc. ;
- 1968 à 1971 : système prenant en compte la distance totale de l'épreuve, rapportant 50 points au gagnant, 49 au deuxième, 48 au troisième, etc. ; résultat multiplié par deux pour les courses de 250 à 399 miles et par trois pour les courses de 400 miles et plus ; si la piste est de 249 miles et moins, le résultat reste inchangé ;
- 1972 et 1973 : le calendrier est raccourci pour conserver les courses plus longues et plus importantes aux dépens des épreuves de moindre importance ; le système de points est à nouveau remanié, avec plus de complexité : chaque concurrent commence avec 100 points augmenté d'un certain nombre de points variant en fonction de la longueur de la piste : pour chaque tour de piste accompli de moins d'1 mile : 0,25 point ; d'1 mile : 0,50 point ; à Darlington (seule piste d'1,3 mile), 0,70 point ; d'1,5 mile : 0,75 point ; de 2 miles (Michigan) : 1 point ; de 2,5 miles ou plus : 1,25 point.
- 1974 : système visant à simplifier le comptage des points : le total des primes accumulées au cours de la saison est multiplié par le nombre de courses auxquelles le pilote a participé, le tout divisé par 1 000 ; par exemple, Richard Petty gagne le championnat avec 5 038 points, contre 4 470 pour Cale Yarborough, son plus proche concurrent ;
- 1975 : système qui dure jusqu'en 2010, recommandé par Bob Latford, homme des relations publiques du Lowe's Motor Speedway : la victoire rapporte 175 points puis, 180 en 2004 et 185 en 2007 ; 5 points sont donnés pour tout pilote ayant bouclé au moins un tour, et 10 points pour celui qui en a fait le plus ;
- 2011 : avec 43 concurrents, le vainqueur reçoit 43 points plus trois points bonus pour la victoire, 42 points pour le deuxième, 41 points pour le troisième et ainsi de suite jusqu'au 43e qui ne reçoit qu'un seul point ; chaque pilote ayant bouclé au moins un tour bénéficie d'un point supplémentaire et, celui qui en a fait le plus, un autre point supplémentaire[4] ;
- 2016 : réadaptation au nombre de concurrents : 40 concurrents ; le vainqueur reçoit 40 points plus 3 points de bonus pour la victoire, 39 pour le deuxième jusqu'au 40e recevant un point ; 1 point est donné pour tout pilote ayant bouclé au moins un tour, et 1 point supplémentaire pour celui qui en a fait le plus.
- 2017 : Le 23 janvier 2017, à l'occasion d'une conférence de presse, la NASCAR annonce que le format des courses et le système d'attribution des points ont été modifiés[5].

Toutes les courses de la NASCAR Cup Series seront divisées en trois segments :
- premier et deuxième segments : environ 1/4 de la distance totale (même nombre de tours).
- troisième segment: environ la moitié de la distance totale.

Les dix premiers pilotes à la fin des deux premiers segments reçoivent des points comptant pour le championnat (10 pour le premier, 9 pour le deuxième... et 1 pour le dixième). Les gagnants de chaque segment remportent 1 point de bonus comptant pour les playoffs.
Le vainqueur final de la course (donc arrivant premier en fin de troisième partie) recevra 40 points. Les pilotes suivants recevront des points selon une échelle dégressive allant de 35 points pour le 2e jusqu'à 2 points pour le 35e et 1 point pour les pilotes classés 36e à 40e.
Le gagnant final de la course remporte également 5 points de playoffs. Les points remportés lors des divers segments sont cumulatifs.

### The chase
The chase (« la chasse », « la poursuite ») est le nom officiel donné par la NASCAR pour départager les seize meilleurs pilotes du classement (précédemment : les dix, puis les douze meilleurs) à l'issue des trois quarts de la saison. La NASCAR instaure ce nouveau système pour le championnat de 2004 afin d'augmenter l'audience de ses courses. Certains pensent que c'est plutôt à la suite du titre de Matt Kenseth, remporté avec une seule victoire.
« La chasse » consiste à modifier le classement à quelques courses de la fin de la saison pour les pilotes en tête de classement pour niveler les écarts ; l'attribution du titre se fait alors sur les dernières courses de la saison entre les pilotes sélectionnés.
De 2004 à 2006, les dix premiers du championnat prennent part à la course au titre lors des dix dernières courses. À dix courses de la fin, le leader se voit ainsi octroyer un total de 5 050 points, les autres ayant cinq points de moins par position (le deuxième a 5 045, le troisième 5 040, etc.). Ces dix dernières courses servent à départager ces dix pilotes (tous les pilotes y participent, les points sont alors donnés sur le même principe que pendant la saison régulière).
En 2007, le système de points est révisé : « la chasse » est ouverte aux douze premiers de la saison régulière ; ils ont alors 5 000 plus 10 points par victoire. L'idée est de donner une plus grande importance à la victoire qu'auparavant.
L'efficacité de la formule ne fait pas l'unanimité : certains disent que cela peut empêcher des retours à la fin de la saison, comme celui d'Alan Kulwicki, en 1992 ; d'autres disent que cela permet à certains pilotes de gagner des titres qu'ils n'auraient pas gagnés avec l'ancien système, comme Kurt Busch en 2004.
En 2011, the chase connait une évolution : les dix premiers au championnat participent à la course au titre et deux pilotes sont repêchés au plus grand nombre de victoires, à condition de finir dans les vingt premiers du classement général. Le système de points du chase est également révisé : chaque pilote qualifié part avec 2 000 points et trois points supplémentaires par victoire acquise durant la saison régulière.
En 2014, la NASCAR change le format du chase : seize pilotes y participent. Pour se qualifier, il faut avoir essayé de se qualifier pour toutes les courses, avoir une victoire et être dans le Top-30 avec les points. Si moins de seize pilotes remportent des courses, les places disponibles sont occupées par les pilotes qui ont le plus de points sans victoire ; si plus de seize pilotes gagnent une course, seuls les seize premiers sont sélectionnés ; si le meneur de la saison régulière n'a pas de victoire, il est quand même admissible. Cependant, la différence majeure réside dans l'instauration d'un système d’élimination : toutes les trois courses, les quatre derniers sont éliminés selon le Challenger Round, le Contenter Round puis l’Eliminator Round, à l'avant-dernière course. Enfin lors de la dernière course, les quatre derniers pilotes courent pour le titre de champion de la Sprint Cup. Une victoire durant l'une des manches donne au vainqueur l'accès à l'étape suivante.
En 2016, ce système de chase est instauré pour la première fois en Xfinity Series et en Camping World Truck Series.
En 2017, la NASCAR supprime le chase pour le remplacer par des playoffs censés rendre les courses plus agressives.

### Les pilotes
Parmi les pilotes les plus connus :
- Richard Petty : surnommé « the King », sept fois champion en 1964, 1967, 1971, 1972, 1974, 1975 et 1979 : 200 victoires à son palmarès ;
- Lee Petty : père du susnommé Richard Petty, triple champion en 1955, 1958 et 1959 ;
- David Pearson : le plus grand rival de Richard Petty, champion en 1966, 1968 et 1969 et vainqueur de 105 courses ;
- Dale Earnhardt : sept fois champion en 1980, 1986, 1987, 1990, 1991, 1993 et 1994 ; il se tue dans le dernier virage du Daytona 500 en 2001 ; Dale Earnhardt Jr., son fils, est aujourd'hui l'un des pilotes les plus populaires, en grande partie grâce à l'aura de son père ;
- Rusty Wallace : champion en 1989 et pilote mythique de la voiture numéro 2 de la Team Penske, aujourd'hui pilotée par Brad Keselowski, le champion 2012 ;
- Darrell Waltrip : triple champion en 1981, 1982 et 1985 ;
- Jimmie Johnson : premier pilote de l'histoire à obtenir cinq titres consécutifs en 2006, 2007, 2008, 2009 et 2010. Avec 2 autres titres remportés en 2013 et 2016, il rejoint Richard Petty et Dale Earnhardt. Jimmie Johnson à aussi participé au 24h du Mans 2023 en tant que pilote de la voiture no 24 du Garage 56[6] ;
- Jeff Gordon : troisième pilote à avoir le plus de victoires dans sa carrière (93), quatre fois champion, en 1995, 1997, 1998 et 2001, premier pilote de l'histoire à avoir gagné cinq fois au Brickyard 400 d'Indianapolis.

### Les voitures
Une voiture de type Cup Series, au châssis tubulaire pèse, au minimum, 1 542 kg pour 850 chevaux ; son moteur est un V8 à soupapes en tête de 358 ci (cubic inches ou pouce cube), soient 5 866 cm3, équipé d'une boîte de vitesses Borg-Warner à quatre rapports ou, pour les circuits routiers, d'une boîte semi-automatique Jericho à embrayage piloté. Les voitures de type Nationwide Series développent 600 chevaux.
En 2007, la CoT (« Car of Tomorrow », « voiture de demain ») fait son apparition. Elle est beaucoup plus sûre et moins chère pour permettre aux écuries une accession plus aisée au championnat. Utilisée lors de quelques courses d'abord, cette voiture est introduite en 2008, à cause de la mort de Dale Earnhardt, lors du dernier virage du dernier tour des Daytona 500 de 2001.
On trouve quatre constructeurs en lice : Chevrolet, Ford, Dodge et Toyota. Toyota, déjà engagé en Truck Series, arrive en 2007 en NASCAR Cup Series et remporte sa première course en 2008, en SprintCup avec, au volant, Kyle Busch, de chez Joe Gibbs Racing. Pour la saison 2013 de NASCAR Cup Series, le constructeur Dodge se retire, réduisant le nombre de constructeurs à trois qui présentent de nouveaux modèles.

### L'esprit NASCAR
La NASCAR est, à ses débuts, une discipline très virile et conservatrice, mentalité typique du sud-est des États-Unis d'après-guerre. Néanmoins, quelques femmes, des Afro-Américains et même des étrangers y ont participé depuis sa création. Cet esprit est aujourd'hui écarté par la NASCAR qui a estompé son passé et tente d'élargir son public au maximum. Ainsi, une course se déroulant au Mexique et une au Canada ont été ajoutées au calendrier des Nationwide Series. Les épreuves se courent principalement aux États-Unis pour une question de logistique car peu de circuits répondent aux critères NASCAR et le transport des équipes vers un autre pays coûterait bien trop cher, mais surtout, le public est concentré sur le territoire nord-américain.
Deux courses sont organisées au Japon, à Suzuka (en 1997 et 1998), et deux en Angleterre, à Silverstone et Brands Hatch (en 1978). En 2025, une course sera organisée à l'Autódromo Hermanos Rodríguez (Mexico) qui accueil aussi la Formule 1 en tant normal.
Tous les weekends, des courses de type NASCAR ont lieu partout aux États-Unis; il s'agit, la plupart du temps, d'épreuves régionales qui remplissent les tribunes, preuve de leur grande popularité. C'est une étape presque obligatoire et la quasi-totalité des pilotes de la NASCAR est passée par le niveau régional.
Ce type de compétition automobile est assez peu familier aux Européens, plus habitués aux circuits dits « routiers ». On peut faire jusqu'à 500 tours sur un circuit ovale d'à peine 800 mètres, avec des voitures dépassant largement la tonne. Au-delà de cet aspect, l'utilisation fréquente des drapeaux jaunes et de la voiture de sécurité est tout aussi peu habituelle. Comme autre exemple du décalage entre la culture NASCAR et celle des courses européennes, on peut citer le fait que le champion en titre ne porte pas le no 1 ; les numéros appartiennent aux écuries, ainsi le numéro devient une sorte d'identifiant d'un pilote en particulier.

## Palmarès
En 2008, le championnat principal organisé par la NASCAR est la NASCAR Cup Series. Avant 1972, ce championnat avait pour nom Grand National, avant de changer de nom en fonction du sponsoring, Winston Cup de 1972 à 2003, Nextel Cup de 2004 à 2007, Sprint Cup Series de 2008 à 2016 et depuis 2017 Monster Energy Cup Series.
| Saison                    | Champion pilote     | Champion constructeur | Nombre de courses |                |
| Grand National            | Grand National      | Grand National        | Grand National    | Grand National |
| ------------------------- | ------------------- | --------------------- | ----------------- | -------------- |
| 1949                      | Red Byron           | Oldsmobile            | 8                 |                |
| 1950                      | Bill Rexford        | Oldsmobile            | 19                |                |
| 1951                      | Herb Thomas         | Oldsmobile            | 41                |                |
| 1952                      | Tim Flock           | Hudson                | 34                |                |
| 1953                      | Herb Thomas (2)     | Hudson                | 37                |                |
| 1954                      | Lee Petty           | Hudson (3)            | 37                |                |
| 1955                      | Tim Flock (2)       | Oldsmobile (4)        | 45                |                |
| 1956                      | Buck Baker          | Ford                  | 56                |                |
| 1957                      | Buck Baker (2)      | Ford                  | 53                |                |
| 1958                      | Lee Petty           | Chevrolet             | 51                |                |
| 1959                      | Lee Petty (3)       | Chevrolet             | 44                |                |
| 1960                      | Rex White           | Chevrolet             | 44                |                |
| 1961                      | Ned Jarrett         | Chevrolet             | 52                |                |
| 1962                      | Joe Weatherly       | Pontiac (1)           | 53                |                |
| 1963                      | Joe Weatherly (2)   | Ford                  | 55                |                |
| 1964                      | Richard Petty       | Ford                  | 62                |                |
| 1965                      | Ned Jarrett (2)     | Ford                  | 55                |                |
| 1966                      | David Pearson       | Ford                  | 49                |                |
| 1967                      | Richard Petty       | Ford                  | 49                |                |
| 1968                      | David Pearson       | Ford                  | 49                |                |
| 1969                      | David Pearson (3)   | Ford                  | 54                |                |
| 1970                      | Bobby Isaac         | Dodge                 | 48                |                |
| 1971                      | Richard Petty       | Plymouth (1)          | 48                |                |
| Winston Cup               |                     |                       |                   |                |
| 1972                      | Richard Petty       | Chevrolet             | 31                |                |
| 1973                      | Benny Parsons       | Chevrolet             | 28                |                |
| 1974                      | Richard Petty       | Chevrolet             | 30                |                |
| 1975                      | Richard Petty       | Dodge (2)             | 30                |                |
| 1976                      | Cale Yarborough     | Chevrolet             | 30                |                |
| 1977                      | Cale Yarborough     | Chevrolet             | 30                |                |
| 1978                      | Cale Yarborough (3) | Chevrolet             | 30                |                |
| 1979                      | Richard Petty (7)   | Chevrolet             | 31                |                |
| 1980                      | Dale Earnhardt      | Chevrolet             | 31                |                |
| 1981                      | Darrell Waltrip     | Buick                 | 31                |                |
| 1982                      | Darrell Waltrip     | Buick (2)             | 30                |                |
| 1983                      | Bobby Allison       | Chevrolet             | 30                |                |
| 1984                      | Terry Labonte       | Chevrolet             | 30                |                |
| 1985                      | Darrell Waltrip (3) | Chevrolet             | 28                |                |
| 1986                      | Dale Earnhardt      | Chevrolet             | 29                |                |
| 1987                      | Dale Earnhardt      | Chevrolet             | 29                |                |
| 1988                      | Bill Elliott        | Chevrolet             | 29                |                |
| 1989                      | Rusty Wallace       | Chevrolet             | 29                |                |
| 1990                      | Dale Earnhardt      | Chevrolet             | 29                |                |
| 1991                      | Dale Earnhardt      | Chevrolet             | 29                |                |
| 1992                      | Alan Kulwicki       | Ford                  | 29                |                |
| 1993                      | Dale Earnhardt      | Chevrolet             | 30                |                |
| 1994                      | Dale Earnhardt (7)  | Ford                  | 31                |                |
| 1995                      | Jeff Gordon         | Chevrolet             | 31                |                |
| 1996                      | Terry Labonte (2)   | Chevrolet             | 31                |                |
| 1997                      | Jeff Gordon         | Ford                  | 32                |                |
| 1998                      | Jeff Gordon         | Chevrolet             | 33                |                |
| 1999                      | Dale Jarrett        | Ford                  | 34                |                |
| 2000                      | Bobby Labonte       | Ford                  | 34                |                |
| 2001                      | Jeff Gordon (4)     | Chevrolet             | 36                |                |
| 2002                      | Tony Stewart        | Ford                  | 36                |                |
| 2003                      | Matt Kenseth        | Chevrolet             | 36                |                |
| Nextel Cup                |                     |                       |                   |                |
| 2004                      | Kurt Busch          | Chevrolet             | 36                |                |
| 2005                      | Tony Stewart (2)    | Chevrolet             | 36                |                |
| 2006                      | Jimmie Johnson      | Chevrolet             | 36                |                |
| 2007                      | Jimmie Johnson      | Chevrolet             | 36                |                |
| Sprint Cup Series         |                     |                       |                   |                |
| 2008                      | Jimmie Johnson      | Chevrolet             | 36                |                |
| 2009                      | Jimmie Johnson      | Chevrolet             | 36                |                |
| 2010                      | Jimmie Johnson      | Chevrolet             | 36                |                |
| 2011                      | Tony Stewart (3)    | Chevrolet             | 36                |                |
| 2012                      | Brad Keselowski     | Chevrolet             | 36                |                |
| 2013                      | Jimmie Johnson      | Chevrolet             | 36                |                |
| 2014                      | Kevin Harvick       | Chevrolet             | 36                |                |
| 2015                      | Kyle Busch          | Chevrolet             | 36                |                |
| 2016                      | Jimmie Johnson (7)  | Toyota                | 36                |                |
| Monster Energy Cup Series |                     |                       |                   |                |
| 2017                      | Martin Truex Jr.    | Toyota                | 36                |                |
| 2018                      | Joey Logano         | Ford                  | 36                |                |
| 2019                      | Kyle Busch (2)      | Toyota (3)            | 36                |                |
| NASCAR Cup Series         |                     |                       |                   |                |
| 2020                      | Chase Elliott       | Ford (20)             | 36                |                |
| 2021                      | Kyle Larson         | Chevrolet             | 36                |                |
| 2022                      | Joey Logano         | Chevrolet             | 36                |                |
| 2023                      | Ryan Blaney         | Chevrolet             | 36                |                |
| 2024                      | Joey Logano (3)     | Chevrolet (43)        | 36                |                |

| Saison                                | Champion pilotes                      | Champion constructeur                 | Nombre de courses                     |
| Budweiser Late Model Sportsman Series | Budweiser Late Model Sportsman Series | Budweiser Late Model Sportsman Series | Budweiser Late Model Sportsman Series |
| ------------------------------------- | ------------------------------------- | ------------------------------------- | ------------------------------------- |
| 1982                                  | Jack Ingram (en)                      | Pontiac                               | 29                                    |
| 1983                                  | Sam Ard (en)                          | Oldsmobile                            | 35                                    |
| Busch Grand National Series           |                                       |                                       |                                       |
| 1984                                  | Sam Ard (2)                           | Pontiac                               | 29                                    |
| 1985                                  | Jack Ingram (2)                       | Pontiac                               | 27                                    |
| 1986                                  | Larry Pearson (en)                    | Pontiac (4)                           | 31                                    |
| 1987                                  | Larry Pearson (2)                     | Chevrolet                             | 27                                    |
| 1988                                  | Tommy Ellis (en)                      | Buick                                 | 30                                    |
| 1989                                  | Rob Moroso (en)                       | Buick                                 | 29                                    |
| 1990                                  | Chuck Bown (en)                       | Buick (3)                             | 31                                    |
| 1991                                  | Bobby Labonte (2)                     | Oldsmobile (2)                        | 31                                    |
| 1992                                  | Joe Nemechek                          | Chevrolet                             | 31                                    |
| 1993                                  | Steve Grissom (en)                    | Chevrolet                             | 28                                    |
| 1994                                  | David Green (en)                      | Chevrolet                             | 28                                    |
| Busch Series Grand National Division  |                                       |                                       |                                       |
| 1995                                  | Johnny Benson Jr. (en)                | Ford                                  | 26                                    |
| 1996                                  | Randy LaJoie                          | Chevrolet                             | 26                                    |
| 1997                                  | Randy LaJoie (2)                      | Chevrolet                             | 30                                    |
| 1998                                  | Dale Earnhardt Jr.                    | Chevrolet                             | 31                                    |
| 1999                                  | Dale Earnhardt Jr.                    | Chevrolet                             | 32                                    |
| 2000                                  | Jeff Green                            | Chevrolet                             | 32                                    |
| 2001                                  | Kevin Harvick (2)                     | Chevrolet                             | 33                                    |
| 2002                                  | Greg Biffle                           | Ford                                  | 34                                    |
| 2003                                  | Brian Vickers                         | Chevrolet                             | 34                                    |
| Busch Series                          |                                       |                                       |                                       |
| 2004                                  | Martin Truex Jr.                      | Chevrolet                             | 34                                    |
| 2005                                  | Martin Truex Jr. (2)                  | Chevrolet                             | 35                                    |
| 2006                                  | Kevin Harvick (3)                     | Chevrolet                             | 35                                    |
| 2007                                  | Carl Edwards                          | Chevrolet                             | 35                                    |
| Nationwide Series                     |                                       |                                       |                                       |
| 2008                                  | Clint Bowyer                          | Toyota                                | 35                                    |
| 2009                                  | Kyle Busch (2)                        | Toyota                                | 35                                    |
| 2010                                  | Brad Keselowski (2)                   | Toyota                                | 35                                    |
| 2011                                  | Ricky Stenhouse Jr.                   | Ford                                  | 34                                    |
| 2012                                  | Ricky Stenhouse Jr. (2)               | Chevrolet                             | 34                                    |
| 2013                                  | Austin Dillon                         | Chevrolet                             | 34                                    |
| 2014                                  | Chase Elliott                         | Chevrolet                             | 33                                    |
| Xfinity Series                        |                                       |                                       |                                       |
| 2015                                  | Chris Buescher                        | Ford                                  | 33                                    |
| 2016                                  | Daniel Suárez                         | Toyota (4)                            | 33                                    |
| 2017                                  | William Byron                         | Chevrolet                             | 33                                    |
| 2018                                  | Tyler Reddick                         | Chevrolet                             | 33                                    |
| 2019                                  | Tyler Reddick (2)                     | Chevrolet                             | 33                                    |
| 2020                                  | Austin Cindric                        | Ford                                  | 33                                    |
| 2021                                  | Daniel Hemric (en)                    | Toyota                                | 33                                    |
| 2022                                  | Ty Gibbs                              | Toyota (20)                           | 33                                    |
| 2023                                  | Cole Custer                           | Ford (7)                              | 33                                    |
| 2024                                  | Justin Allgaier (en)                  | Chevrolet (19)                        | 33                                    |

| Saison                                   | Champion pilote                          | Champion constructeur                    | Nombre de courses                        |
| SuperTruck Series presented by Craftsman | SuperTruck Series presented by Craftsman | SuperTruck Series presented by Craftsman | SuperTruck Series presented by Craftsman |
| ---------------------------------------- | ---------------------------------------- | ---------------------------------------- | ---------------------------------------- |
| 1995                                     | Mike Skinner                             | Chevrolet                                | 20                                       |
| Craftsman Truck Series                   |                                          |                                          |                                          |
| 1996                                     | Ron Hornaday Jr. (en)                    | Chevrolet                                | 24                                       |
| 1997                                     | Jack Sprague (en)                        | Chevrolet                                | 26                                       |
| 1998                                     | Ron Hornaday Jr.                         | Chevrolet                                | 27                                       |
| 1999                                     | Jack Sprague (2)                         | Ford                                     | 25                                       |
| 2000                                     | Greg Biffle (2)                          | Ford (2)                                 | 24                                       |
| 2001                                     | Jack Sprague (3)                         | Dodge                                    | 24                                       |
| 2002                                     | Mike Bliss                               | Chevrolet                                | 22                                       |
| 2003                                     | Travis Kvapil                            | Dodge                                    | 25                                       |
| 2004                                     | Bobby Hamilton (en)                      | Dodge (3)                                | 25                                       |
| 2005                                     | Ted Musgrave (en)                        | Chevrolet                                | 25                                       |
| 2006                                     | Todd Bodine (en)                         | Toyota                                   | 25                                       |
| 2007                                     | Ron Hornaday Jr.                         | Toyota                                   | 25                                       |
| 2008                                     | Johnny Benson Jr. (2)                    | Toyota                                   | 25                                       |
| Camping World Truck Series               |                                          |                                          |                                          |
| 2009                                     | Ron Hornaday Jr. (4)                     | Toyota                                   | 25                                       |
| 2010                                     | Todd Bodine (2)                          | Toyota                                   | 25                                       |
| 2011                                     | Austin Dillon                            | Chevrolet                                | 25                                       |
| 2012                                     | James Buescher (en)                      | Chevrolet                                | 22                                       |
| 2013                                     | Matt Crafton (en)                        | Toyota                                   | 22                                       |
| 2014                                     | Matt Crafton                             | Toyota                                   | 22                                       |
| 2015                                     | Erik Jones                               | Toyota                                   | 23                                       |
| 2016                                     | Johnny Sauter                            | Toyota                                   | 23                                       |
| 2017                                     | Christopher Bell                         | Toyota                                   | 23                                       |
| 2018                                     | Brett Moffitt (en)                       | Chevrolet                                | 23                                       |
| 2019                                     | Matt Crafton (en) (3)                    | Toyota                                   | 23                                       |
| 2020                                     | Sheldon Creed (en)                       | Chevrolet                                | 23                                       |
| 2021                                     | Ben Rhodes (en)                          | Toyota                                   | 22                                       |
| 2022                                     | Zane Smith (en)                          | Toyota (13)                              | 22                                       |
| 2023                                     | Ben Rhodes (en) (2)                      | Chevrolet                                | 22                                       |
| 2024                                     | Ty Majeski (en)                          | Chevrolet (12)                           | 22                                       |

## Au cinéma
- 1965 - Ligne rouge 7000, de Howard Hawks ;
- 1990 - Jours de tonnerre (Days of Thunder), de Tony Scott ;
- 2003 - Les Looney Tunes passent à l'action, Chevrolet no 24 ;
- 2005 - La Coccinelle revient, l'héroïne participe à une course de NASCAR ;
- 2006 - Ricky Bobby : Roi du circuit, d'Adam McKay ;
- 2006 - Cars, de Disney-Pixar ;
- 2009 - Destination finale 4, de David Richard Ellis ;
- 2010 - Pauvre et Stupide, saison 14, épisode 203 de South Park, caricature la NASCAR prétendant qu'il n'y a que les gens « pauvres et stupides » pour en apprécier les courses ;
- 2011 - Transformers 3 : La Face cachée de la Lune, de Michael Bay, les Autobots Chevrolet Impala NASCAR no 42, no 48 et no 88 ;
- 2011 - Cars 2 ;
- 2017 - Logan Lucky, de Steven Soderbergh
- 2017 - Cars 3 ;

## Dans les jeux vidéo
- 2002 et 2003 - NASCAR Racing: 2002 Season (en) et NASCAR Racing: 2003 Season, jeux entièrement dédiés à la NASCAR, pouvant être joués en simulation, en arcade, en solo ou multijoueur ; tous les circuits, pilotes, constructeurs et sponsors officiels de la saison sont présents dans l'opus correspondant ;
- 2003 - Ford Racing 2[7], voitures spéciales stock-car ;
- 2006 - TOCA Race Driver 3, possède un mode NASCAR ;
- 2008 - iRacing[8] jeu en ligne sur abonnement permet également, dans un cadre très réglementé, de piloter dans des courses de NASCAR ;
- 2010 - Gran Turismo 5 (PS3), il est possible de jouer à la licence NASCAR ;
- 2013 - rFactor 2 (en), possède un mode « NASCAR ».
- 2020 - Nascar Heat 5, jeux entièrement dédiés à la NASCAR, en solo ou multijoueur ; tous les circuits, pilotes, constructeurs et sponsors officiels, le jeu présentent la saison 2020 et un DLC (gratuit) représente la saison 2021 ;